# Volodîmîrivka, Znameanka
Volodîmîrivka (în ucraineană Володимирівка) este localitatea de reședință a comunei Volodîmîrivka din raionul Znameanka, regiunea Kirovohrad, Ucraina.

## Demografie
Componența lingvistică a localității Volodîmîrivka
     Ucraineană (92,7%)
     Rusă (5,06%)
     Alte limbi (0,43%)
Conform recensământului din 2001, majoritatea populației localității Volodîmîrivka era vorbitoare de ucraineană (92,7%), existând în minoritate și vorbitori de rusă (5,06%) și armeană (1,52%).